# Tschechoslowakische Volleyballnationalmannschaft der Frauen
Die tschechoslowakische Volleyballnationalmannschaft der Frauen war eine Auswahl der besten tschechoslowakischen Spielerinnen, die den nationalen Verband bei internationalen Turnieren und Länderspielen repräsentierte. Nach der Auflösung der Tschechoslowakei 1993 entstanden die getrennten Nationalmannschaft von Tschechien und der Slowakei.

## Geschichte

### Weltmeisterschaft
Bei der ersten Weltmeisterschaft 1952 wurden die tschechoslowakischen Frauen Dritter. Nach einem vierten Platz 1956 wiederholten sie diesen Erfolg bei der 1960. Zwei Jahre später wurden sie Sechster. Das Turnier 1967 verpassten sie. Danach kamen sie 1970 auf den fünften Rang. 1974 schieden sie sieglos in der Vorrunde aus. Bei der WM 1978 unterlagen sie in der zweiten Gruppenphase. 1982 fehlten sie erneut. Bei der WM 1986 waren sie Gastgeber, kamen aber nicht über den elften Platz hinaus. 1990 waren sie nicht dabei.

### Olympische Spiele
Die Tschechoslowakinnen nahmen 1968 in Mexiko erstmals an Olympischen Spielen teil. Sie gewannen drei Spiele und wurden Sechster. 1972 in München verloren sie ihre drei Vorrundenpartien, gewannen aber das Spiel um den siebten Platz gegen die Gastgeberinnen. Anschließend qualifizierten sie sich nicht mehr für die olympischen Turniere.

### Europameisterschaft
Bei den ersten acht Volleyball-Europameisterschaften kamen die tschechoslowakischen Frauen in die Medaillenränge. Die erste EM fand 1949 in der Tschechoslowakei statt und die Gastgeberinnen erreichten das Finale gegen die Sowjetunion. Im nächsten Jahr gab es einen dritten Platz. 1951 fehlten die Tschechoslowakinnen. 1955 gewannen sie im Endspiel gegen die Sowjetunion ihren ersten kontinentalen Titel. Bei der EM 1958 unterlagen sie im eigenen Land wieder dem Dauerrivalen. 1963 kamen sie auf den sechsten Platz und vier Jahre später wurden sie Dritter. 1971 folgte die dritte Finalniederlage gegen die Sowjetunion. Danach gab es zwei fünfte Plätze. Von 1979 bis 1983 kamen die Tschechoslowakinnen auf die Plätze sieben, sechs und acht. 1985 steigerten sie sich auf den vierten Rang. Bei der EM 1987 besiegten sie im Spiel um den dritten Platz Bulgarien und gewannen damit ihre letzte Medaille. 1989 gewannen sie das Spiel um den fünften Platz gegen die bundesdeutsche Auswahl. 1991 wurden sie mit einem Sieg gegen Rumänien erneut Fünfter. Bei ihrem letzten EM-Auftritt 1993 erreichten die Tschechoslowakinnen als Gastgeber das Finale, das sie gegen Russland verloren.

### World Cup
Die Tschechoslowakei hat nie am World Cup teilgenommen.